# SpaceX CRS-12
SpaceX CRS-12, також відома як SpX-12 — місія вантажного космічного корабля для доукомлектування Міжнародної космічної станції, запущеного 14 серпня 2017 року. Політ ракети-носія компанії SpaceX здійснювався в рамках контракту Commercial Resupply Services з компанією НАСА. Він може повторно літати, використовуючи капсулу, так само, як і CRS-11. Повернення на Землю відбулося 17 вересня 2017 року.

## Підготовка до польоту
CRS-11 — остання із дванадцяти місій, здійснених компанією SpaceX у рамках контракту Комерційних послуг забезпечення. У 
доповіді Генерального інспектора НАСА від червня 2016 року ця місія заявлена на червень 2017 року. Проте згодом була перенесена на серпень 2017. Запуск здійснено за допомогою ракети-носія Falcon-9.

## Основний корисний вантаж
Компанія НАСА заключила контракт із компанією SpaceX для проведення місії CRS-12, тому саме НАСА і визначала склад корисного вантажу, дату/час старту, параметри орбіти для спускного апарата Dragon.
Вага корисного вантажу CRS-12 становить 2910 кг. У герметичному відсіку 1652 кг вантажу. Серед іншого там обладнання для станції, харчі та речі для екіпажу, а також матеріали для досліджень. У негерметичному — 1258  кг. До вантажу цього рейсу включені прилади для експерименту CREAM. Корабель також доставив до МКС суперкомп'ютер Spaceborne Computer від Hewlett Packard Enterprise. Він став найпотужнішим із тих, які коли-небудь працювали у космосі.

## Запуск та політ
Запуск корабля здійснено 14 серпня 2017 року зі стартового майданчика LC-39 космічного центру Кеннеді (Флорида, США) о 16:31 (UTC). Невдовзі після запуску перший ступінь ракети успішно повернувся на Землю.
16 серпня о 10:52 (UTC) Dragon пристикувався до МКС за допомогою крана-маніпулятора Канадарм2.
17 вересня корабель відстикувався від МКС. Відстиковку здійснювали Р. Брезник і П. Несполі. Dragon невдовзі приводнився у Тихому океані та доставив на Землю понад 1,7 тонни вантажів, у тому числі зразки, зібрані під час наукових експериментів з біології.